# Kanonenboot

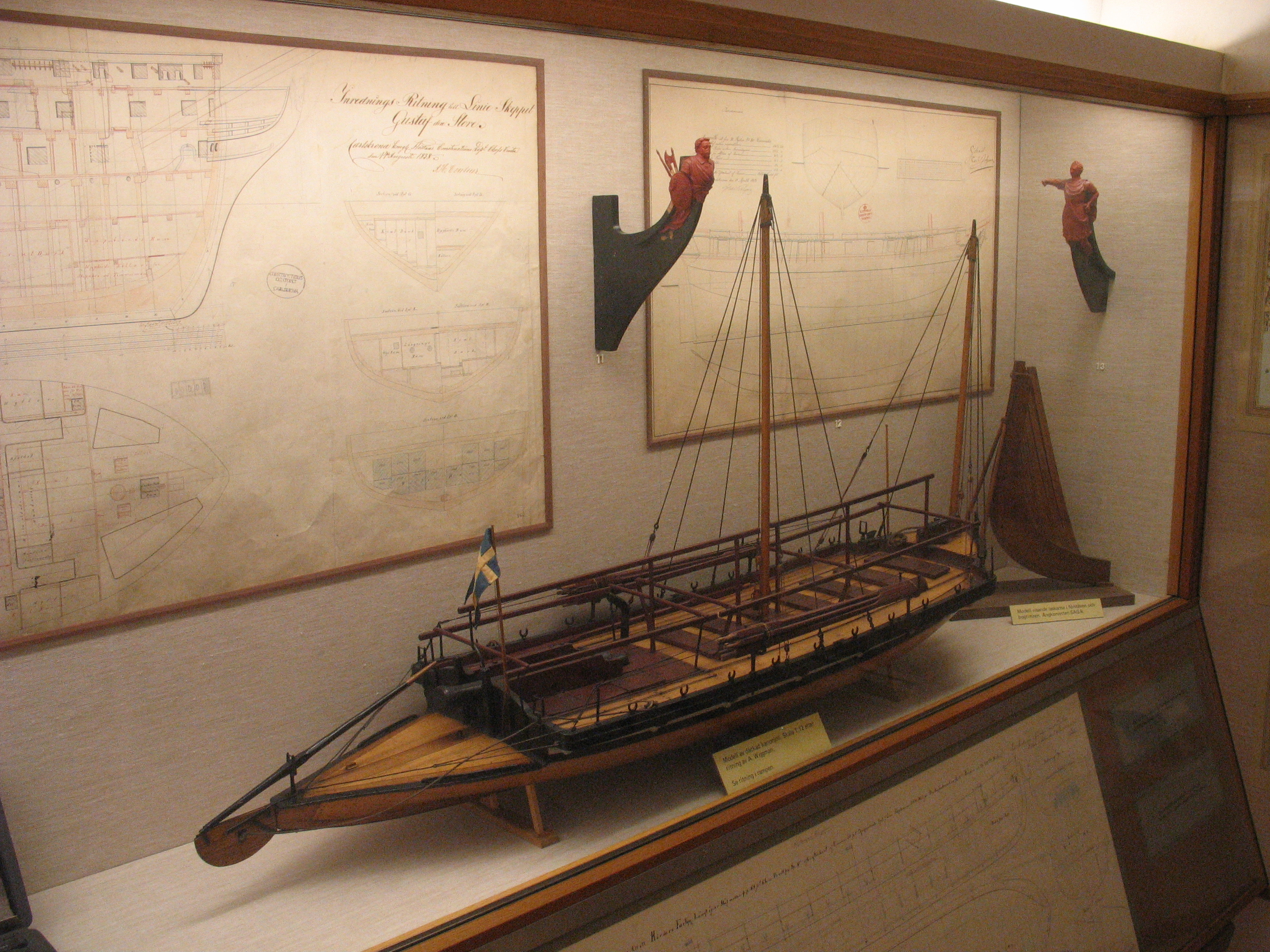
Schwedische Kanonenschaluppe aus der ersten Hälfte des 18. Jahrhunderts.

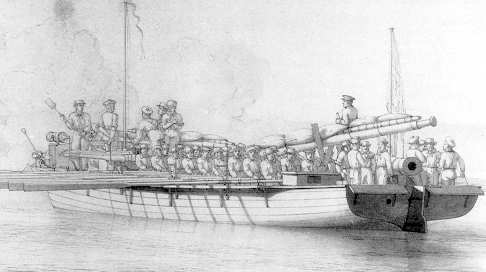
Dänisches Ruder-Kanonenboot aus der Zeit des Kanonenbootkrieges (1807 bis 1814).

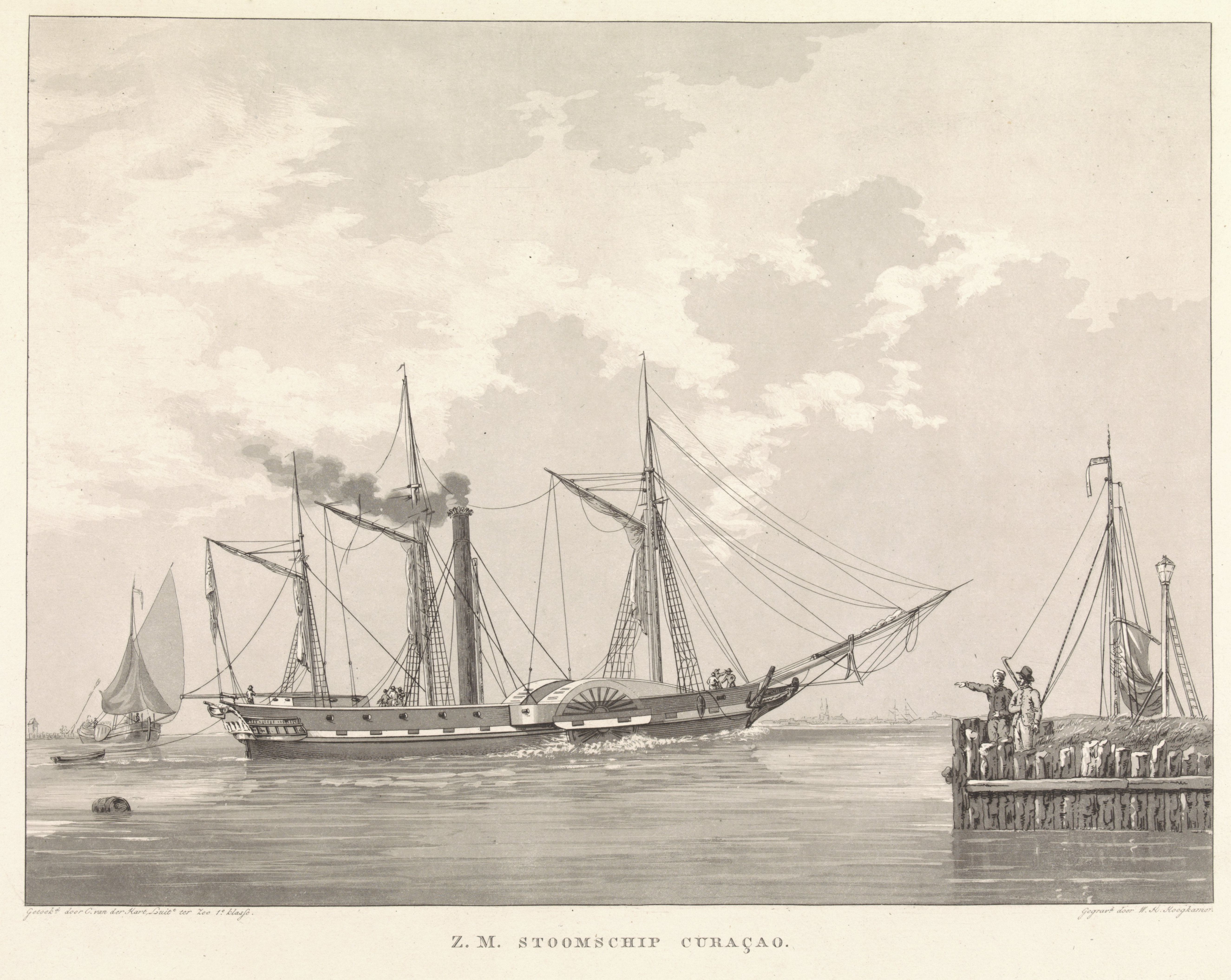
Das niederländische Raddampf-Kanonenboot Curaçao von 1826.

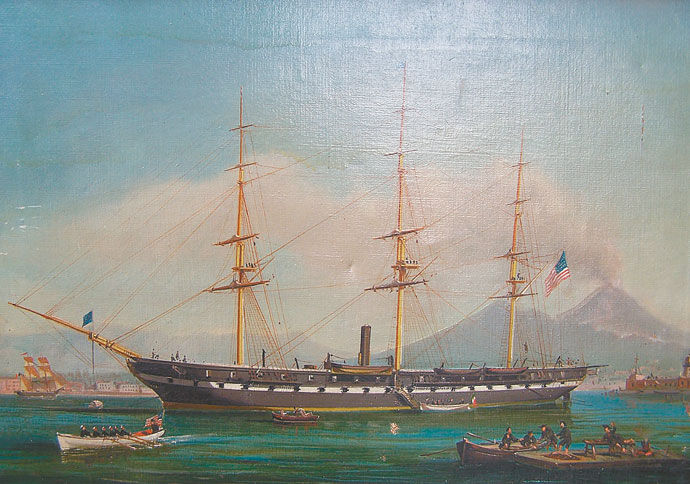
Die US-amerikanische Alliance von 1875.

Das portugiesische Kanonenboot Diu von 1889.

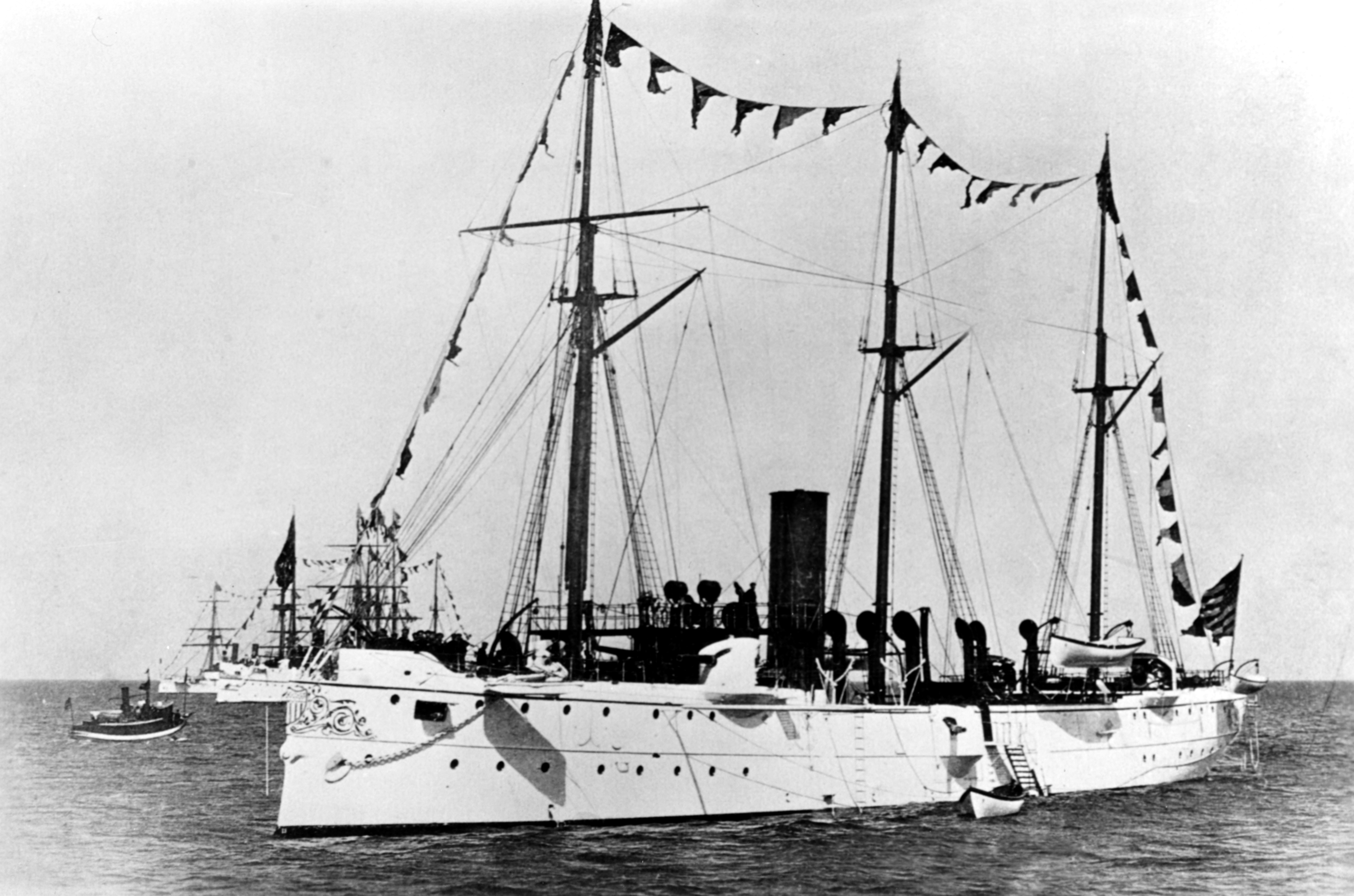
Das US-amerikanische Kanonenboot Bennington von 1891, ein Schiff der Yorktown-Klasse.

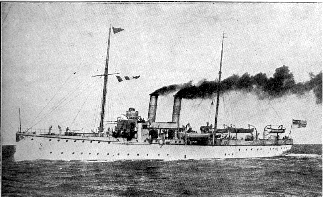
Das deutsche Kanonenboot Panther von 1901.

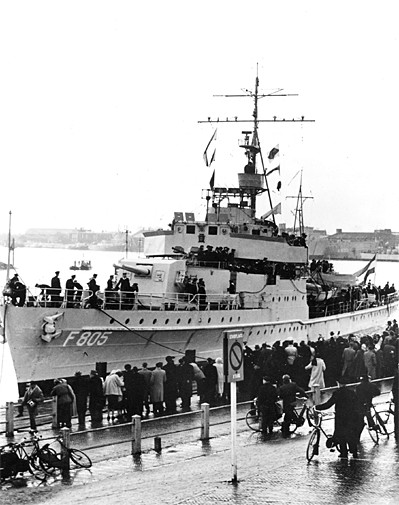
Das niederländische Kanonenboot Van Speijk von 1940.

Kanonenboote ist der Überbegriff für einen Typ von kleineren Kriegsschiffen, deren Ursprünge sich bis ins 17. Jahrhundert zurückverfolgen lassen. Es handelte sich im Regelfall um mit Schiffsartillerie bestückte, leichte Kriegsschiffe, welche vorzugsweise für den Einsatz im küstennahen Bereich, auf Flüssen und anderen Binnengewässern konzipiert waren. Größere Einheiten waren in begrenztem Umfang auch hochseefähig. Primär wurden Kanonenboote zur Artillerieunterstützung der Landstreitkräfte, zur Niederkämpfung und Beschießung von Landzielen, zum Wach-, Geleit- und Kolonialdienst eingesetzt. Der Begriff Kanonenbootpolitik rührt von ihnen her. Nach Ende des  Zweiten Weltkrieges (1945) verlor das Konzept des rein auf Geschützbewaffnung basierenden Kanonenbootes rasch an Bedeutung, weswegen die meisten noch verbliebenen Einheiten abgewrackt oder anderen Aufgabenfeldern zugewiesen wurden.

## Geschichte
Die frühen Kanonenboote, die etwa ab der Mitte des 17. Jahrhunderts aufkamen, waren zunächst kleine und geruderte, mit bis zu drei leichten Kanonen oder Mörsern bewaffnete Kriegsschiffe, die mit Muskelkraft angetrieben wurden. So setzte etwa die englische Flotte im Jahr 1693 (während des Pfälzischen Erbfolgekrieges) Mörserboote bei der Beschießung von Saint-Malo ein. Diese frühen Kanonenboote wurden von den Marinen ausschließlich für den Einsatz an der Küste und zum Schutz von Flussmündungen eingesetzt. Geruderte und mit Hilfsbesegelung ausgerüstete Kanonenboote waren weiterhin vor allem auch bei den Flotten der Ostsee-Anrainerstaaten vertreten. So setzten sowohl das Schwedische Reich als auch das Russische Zarenreich im Großen Nordischen Krieg (1700 bis 1721) in den seichteren Küsten- und unübersichtlicheren Schärengewässern der Ostsee in großem Umfang Kanonenboote ein. Auf dem Peipussee kam es im Rahmen des Krieges am 7. August 1703 zu einer Schlacht zwischen 20 russischen und 13 schwedischen Kanonenbooten, die die Schweden für sich entscheiden konnten. Im Jahr 1719 gelang einer aus Kanonenbooten und Galeeren bestehenden russischen Flottille die Plünderung von schwedischen Küstenstädten zwischen Stockholm und Norrköping.
Zu Beginn des 19. Jahrhunderts ließ Napoleon hunderte Kanonenboote für die geplante Invasion Englands bauen und mit Haubitzen ausrüsten. Im Zusammenhang mit den Napoleonischen Kriegen führte Dänemark nach dem britischen Angriff auf Kopenhagen (1807) und der Wegnahme der größeren Schiffe der dänischen Flotte durch die Briten zwischen 1807 und 1814 einen mehrjährigen Kleinkrieg mit zumeist geruderten Kanonenbooten gegen die im Kattegat, im Öresund und im Großen Belt patrouillierenden britischen Seestreitkräfte. Diese Episode des Seekrieges ging später als sogenannter „Kanonenbootkrieg“ (englisch gunboat war, dänisch Kanonbådskrigen) in die Geschichte ein. Auch in der Nordamerika kamen Kanonenboote zum Einsatz, so beispielsweise auf den Großen Seen im Britisch-Amerikanischen Krieg (1812 bis 1815). Erwähnenswert hierbei wären die Schlacht auf dem Eriesee (1813) und die Schlacht bei Plattsburgh (1814).
In der preußischen Flotte von 1840 bis 1848 wurden diese Fahrzeuge als Kanonenjolle und Kanonenschaluppe bezeichnet.
Bis etwa 1850 fanden solche Kanonenboote Verwendung bei Seelandungen und bei der Belagerung von Küstenfestungen. Mit Einführung des Dampfmaschinenantriebs auf Schiffen wurden ab 1830 auch maschinengetriebene Kanonenboote gebaut. Zuerst wurden Kanonenboote mit Rad-, später mit Schraubenantrieb zunächst noch mit Hilfsbesegelung in Dienst gestellt. Das erste Schraubenkanonenboot Europas war die 1850 für Schleswig-Holstein in Dienst gestellte Von der Tann.
Während des Krimkriegs (1853 bis 1856) konnten sich Kanonenboote erstmals als eigene Kriegsschiffklasse etablieren, wobei seitens Großbritanniens speziell im Kontext dieses Krieges erstmals serienmäßig – und unterteilt in vier Klassen – insgesamt 80 hölzerne Schraubenkanonenboote (von 156 geplanten Einheiten) von 100 bis 110 Fuß (ca. 30,5 bis 33,5 Meter) Länge, 250 bis 290 Tonnen Wasserverdrängung und zwei bis vier Geschützen gebaut wurden. Die Boote liefen allerdings erst ab 1855 der Flotte zu und wurden nachfolgend nur mehr während der Endphase des Konfliktes und in begrenztem Umfang in der Ostsee eingesetzt. Nach Ende des Krieges wurde ein Teil dieser Boote im Kolonialdienst auf den großen Flüssen Chinas eingesetzt. 
Ab etwa 1860 wurden nur noch dampfgetriebene Kanonenboote der sogenannten I. und II. Klasse gebaut. Die Größe der Fahrzeuge nahm dabei stark zu und wuchs von ca. 290 Tonnen auf bis zu 1900 Tonnen an, ebenso nahm das Kaliber der Artillerie von anfangs 5,7 cm und 7,62 cm auf bis zu max. 15,2 cm zu. Ab Ende der 1880er Jahre wurden beispielsweise in den Vereinigten Staaten die drei großen und sehr stark bewaffneten Kanonenboote der Yorktown-Klasse gebaut, welche über eine Bewaffnung von nicht weniger als sechs 15,2-cm-Geschütze verfügten (eine Bewaffnung, die durchaus an jene von z. B. manchen Geschützten Kreuzern zu jener Zeit heranreichte).
Ab 1900 wurden in der deutschen Kaiserlichen Marine die Aufgaben der Kanonenboote immer mehr den schnelleren und stärker bewaffneten Kleinen Kreuzern übertragen. Mit dem Ende des Ersten Weltkrieges wurden in der deutschen Marine keine Kanonenboote mehr geplant. Allerdings beschlagnahmte die deutsche Kriegsmarine im Zweiten Weltkrieg drei noch im Bau befindliche Mehrzweckboote der niederländischen Marine sowie ein ebenfalls noch nicht fertiggestelltes Fischereischutzschiff der belgischen Marine und stellte die ersteren als Kanonenboote K 1 bis K 3 und das letztere als Kanonenboot K 4 in Dienst. Nach dem Ende des Zweiten Weltkrieges wurden weltweit praktisch keine Kanonenboote mehr gebaut. Sie blieben jedoch noch jahrzehntelang in den Flottenlisten. Ihre Aufgaben werden heute von anderen Schiffsklassen wahrgenommen (z. B. Patrouillenboote, Artillerieschnellboote).
Da in der Vergangenheit Kanonenboote von den Seemächten häufig zur Durchsetzung eigener Interessen vor die Küsten fremder Länder und Gebiete entsandt wurden (z. B. das deutsche Kanonenboot Panther vor Marokko – der sog. Panthersprung und das deutsche Kanonenboot Iltis in China), entstand der Begriff der Kanonenbootpolitik. Dieser Begriff findet auch heute noch im Zeitalter von Flugzeugträgern und Atom-U-Booten Anwendung.

### Typbeispiele
- Kanonenjolle (Preußen um 1840)
  - Länge: ca. 15 m
  - Breite: ca. 3,2 m
  - Antrieb: 20 Ruderriemen und 2 Masten für Segel
  - Bewaffnung: eine 60-pfündige Bombenkanone
- Kanonenschaluppe (Preußen um 1840)
  - Wasserverdrängung: ca. 40 Tonnen
  - Länge: ca. 20 m
  - Breite: ca. 3,5 m
  - Antrieb: 26 Ruderriemen für je 2 Mann und 3 Masten für ca. 120 m² Segelfläche
  - Bewaffnung: 2 Karronaden
- Kanonierschaluppe (Schweden um 1810)
  - Länge: ca. 20 m
  - Breite: ca. 4,5 m
  - Antrieb: 12 Ruderriemen
  - Bewaffnung: zwei 24-pfündige Kanonen
- Kanonenboot Iltis der Iltis-Klasse (Deutsches Reich ab 1900)
  - Wasserverdrängung: ca. 1200 Tonnen
  - Länge: 67 m
  - Breite: 9,7 m

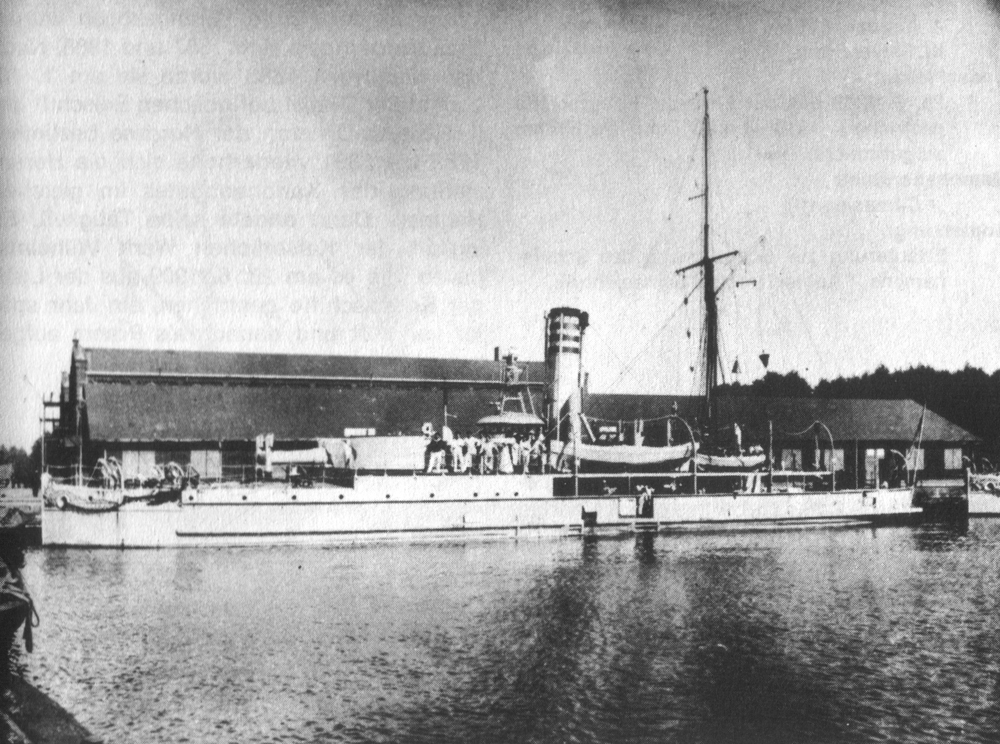
Die deutsche Natter von 1880

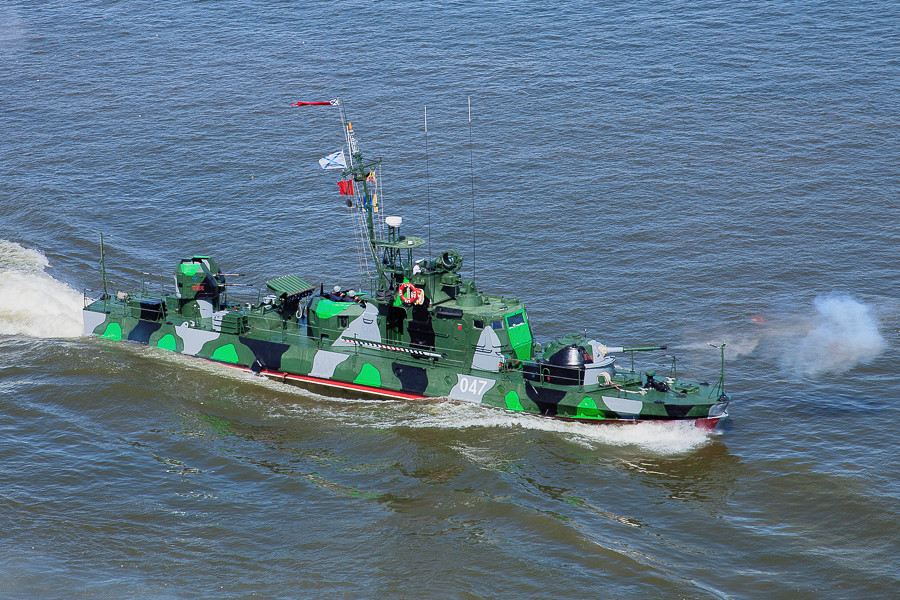
Das russische Boot AK-248 im Jahr 2015

  - Antrieb: 2 Dampfmaschinen mit 1382 PS
  - Besatzung: 130 Mann
  - Bewaffnung:
    - 2 Geschütze Kaliber 10,5 cm
    - 6 Maschinenkanonen
- Kanonenboot Calvo Sotelo (Spanien, Baujahr 1934)
  - Wasserverdrängung: 1600 Tonnen
  - Länge: 86 m
  - Breite: 12 m
  - Antrieb: Dampfturbinen mit 6500 PS
  - Besatzung: 140 Mann
  - Bewaffnung:
    - 4 Geschütze Kaliber 12 cm
    - 2 Fla-Geschütze Kaliber 8,8 cm
    - 3 Fla-Geschütze Kaliber 2 cm

## Panzerkanonenboot
Aus der Klasse der Kanonenboote wurde in der zweiten Hälfte des 19. Jahrhunderts die Unterklasse der Panzerkanonenboote entwickelt. Diese stark gepanzerten Fahrzeuge hatten eine Wasserverdrängung von über 1000 Tonnen und sollten der Verteidigung von Flussmündungen gegen feindliche Invasoren dienen. Sie waren mit ein bis zwei Geschützen des Kalibers 21 cm bis 30,5 cm extrem stark bewaffnet (30,5 cm war das damals auf Linienschiffen gebräuchliche Hauptkaliber). Panzerung und Gewicht der Artillerie führten jedoch dazu, dass Panzerkanonenboote kaum seetauglich waren. Sie wurden daher relativ schnell wieder aus den Flottenlisten gestrichen. Ihre Aufgaben wurden von anderen Schiffstypen (z. B. von Küstenpanzerschiffen) übernommen. Nur wenige Länder verfolgten die Idee des Panzerkanonenboots, allerdings mit veränderter Aufgabenstellung, weiter. So ließ die Marine Thailands zwischen 1925 und 1938 insgesamt vier Panzerkanonenboote bauen. Bei diesen Schiffe handelte es sich jedoch um eine gepanzerte Variante der „normalen“ Kanonenboote.
Eine andere Klasse schwergepanzerter Kanonenboote wird nach dem ersten seiner Art Monitor genannt und ist eine Unterklasse der Panzerschiffe (Ironclads).

### Typbeispiele
- Wespe-Klasse (Deutsches Reich)
  - Wasserverdrängung: 1109 Tonnen
  - Länge: 44 m
  - Breite: 11 m
  - Antrieb: 2 Dampfmaschinen mit je 700 PS
  - Besatzung: 88 Mann
  - Bewaffnung:
    - 1 Geschütz Kaliber 30,5 cm
    - 2 Geschütze Kaliber 8,7 cm
    - 2 Maschinenkanonen Kaliber 3,70 cm
    - 2 Torpedorohre 35 cm

  - Panzerung: 50 bis 203 mm
- Sudhodaya (Thailand, Baujahr 1925)
  - Wasserverdrängung: 900 Tonnen
  - Länge: 53 m
  - Breite: 12 m
  - Antrieb: Dampfmaschine mit 740 PS
  - Besatzung: 100 Mann
  - Bewaffnung:
    - 2 Geschütze Kaliber 15,2 cm
    - 4 Fla-Geschütze Kaliber 7,6 cm

  - Panzerung: 20 bis 121 mm
- Thonburi (Thailand, Baujahr 1938)
  - Wasserverdrängung: 2015 Tonnen
  - Länge: 77 m
  - Breite: 15 m
  - Antrieb: Dieselmotoren mit 5200 PS
  - Besatzung: 155 Mann
  - Bewaffnung:
    - 2 Zwillingsgeschütze Kaliber 20,3 cm
    - 4 Fla-Geschütze Kaliber 8 cm
    - 2 Zwillingsfla-Geschütze Kaliber 2 cm
- Projekt 1204 (Sowjetunion, Baujahr 1967)
  - Wasserverdrängung: 71 Tonnen
  - Länge: 27,4 m
  - Breite: 4,3 m
  - Antrieb: Dieselmotor mit zwei 1200 PS
  - Besatzung: 7 Mann
  - Bewaffnung:
    - 1 Geschütz 76,2-mm-L/42 D-56TS
    - 1 MG 7,62-mm SG-43
    - 1 MK 25-mm-L/70 2M-3
    - 1 Werfer 140-mm-BM-14
    - Seeminen

## Torpedokanonenboot

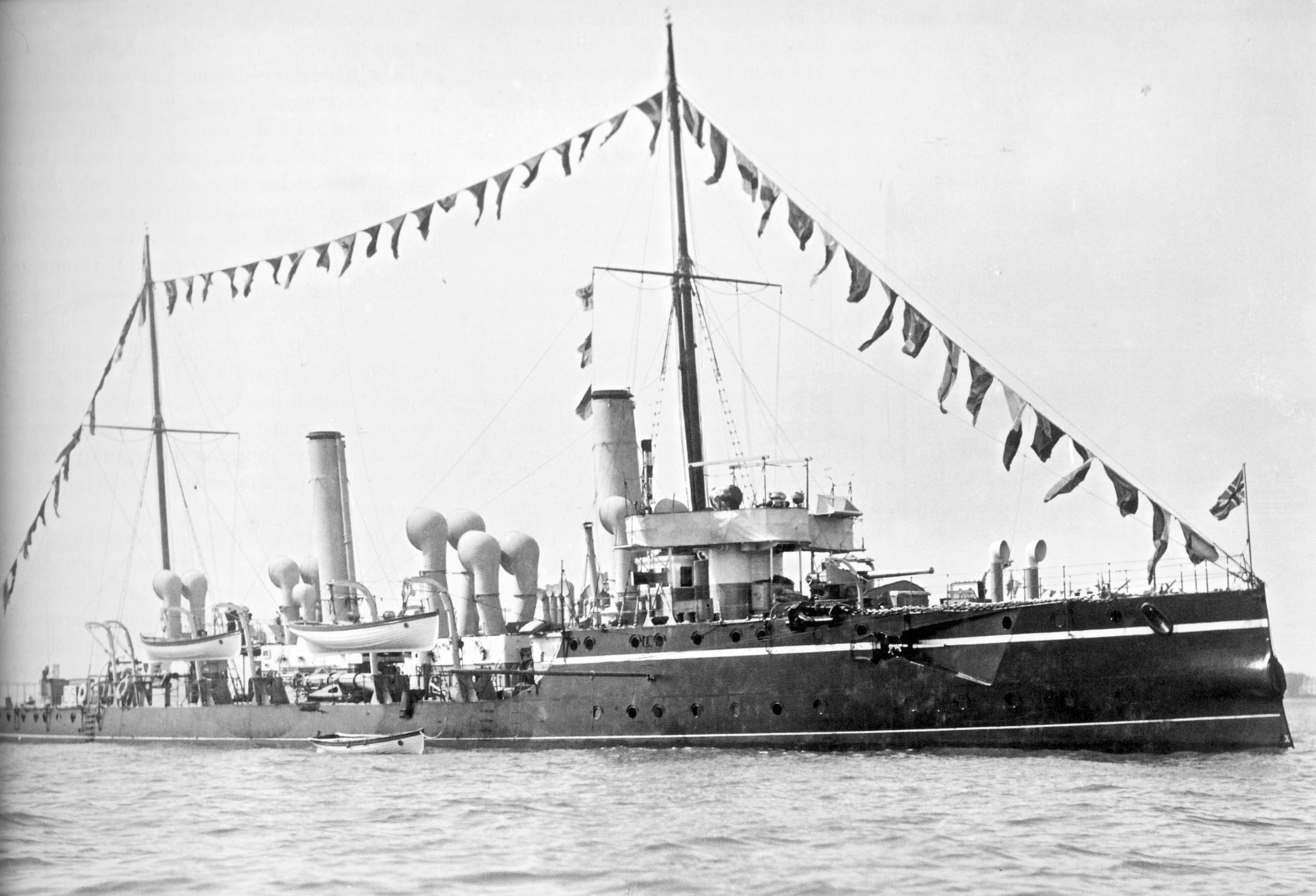
Die britische Jason der Alarm-Klasse

Eine weitere Entwicklung waren die Torpedokanonenboote. Sie führten zusätzlich zur Artillerie- noch Torpedobewaffnung. Selbst sehr kleine Boote wurden auch als Torpedokreuzer bezeichnet, wie zum Beispiel die bei Schichau entwickelte, russische Kasarski-Klasse oder die schwedischen Boote vom Typ Örnen.
Dem in Großbritannien gebauten chilenischen Torpedokanonenboot Almirante Lynch gelang die erste Versenkung eines gegnerischen Kriegsschiffes mit einem selbstangetriebenen Torpedo. Die Weiterentwicklung der Torpedobootwaffe führte ziemlich schnell zum Ende dieser Unterklasse.

### Typbeispiele
- Basilisk (Deutsches Reich, 1874 bis 1876)
- Meteor-Klasse (Österreich-Ungarn, 1887/1888), sowie Satellit, Magnet
- Valkyrjen (Norwegen 1896)

## Flusskanonenboot

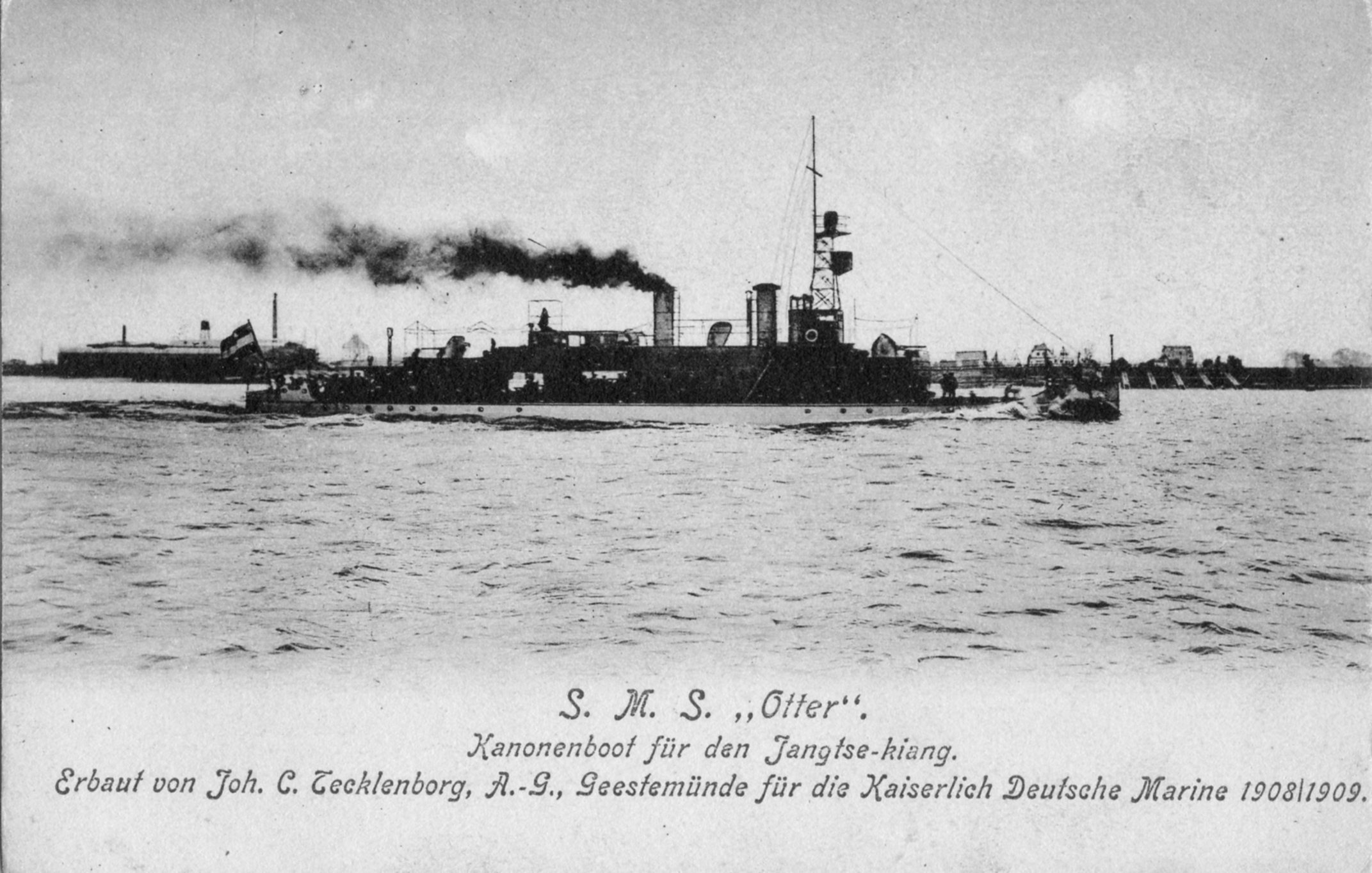
Flusskanonenboot Otter ca. 1909 bei einer Probefahrt auf der Weser. Das Boot führt noch die National- statt der Reichskriegsflagge.

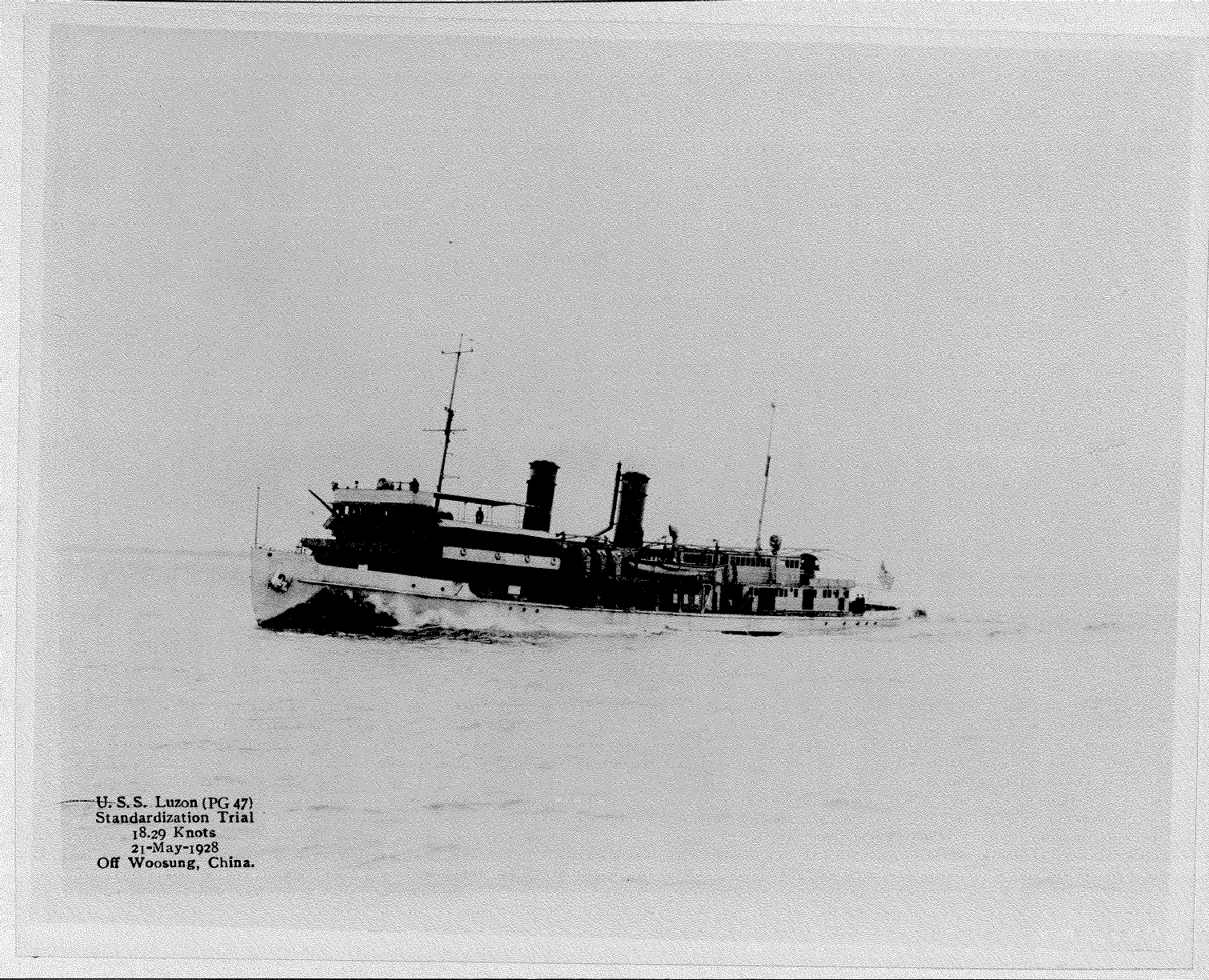
PG47 Luzon, 1928

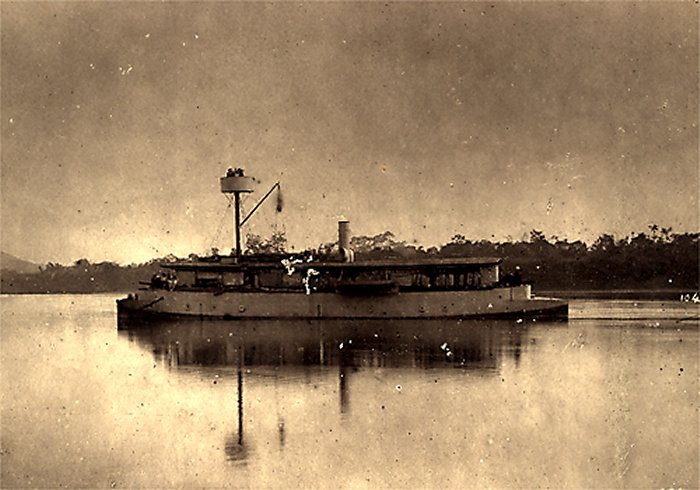
Mutine

Neben den seetauglichen Kanonenbooten waren und sind in zahlreichen Flotten auch spezielle Flusskanonenboote im Einsatz. Sie sind ausschließlich zum Einsatz auf Flüssen und anderen Binnengewässern gebaut und haben meist nur einen geringen Tiefgang (unter 2 m). Neben dem Dienst auf europäischen und amerikanischen Gewässern wurden Flusskanonenboote vielfach auf Flüssen und Seen der europäischen Kolonien in Afrika und Asien zu Wach-, Sicherungs- und Polizeiaufgaben eingesetzt. Flusskanonenboote waren meist ungepanzert und oft mit Steilfeuergeschützen (z. B. Mörsern, Minenwerfer, Granatwerfer) bewaffnet. Flusskanonenboote sind vereinzelt bis heute im Einsatz (z. B. Brasilien, Russland, Paraguay), wobei sie heute meist als Flusskampfboote bezeichnet werden. In den britischen Feldzügen gegen den Mahdi-Aufstand im Sudan spielten Flusskanonenboote eine wesentliche Rolle.
Die Klasse der schwergepanzerten Flusskanonenboote wird Flussmonitor genannt.

### Typbeispiele
- Oyapock (Brasilien, Baujahr 1907)
  - Wasserverdrängung: 300 Tonnen
  - Länge: 42 m
  - Breite: 5,2 m
  - Antrieb: Dampfmaschine
  - Besatzung: 70 Mann
  - Bewaffnung:
    - 2 Geschütze Kaliber 4,7 cm
    - 2 Geschütze Kaliber 3,7 cm
    - 12 Minenwerfer, Maschinengewehre
- Panay (Vereinigte Staaten, Baujahr 1927)
  - Wasserverdrängung: 560 Tonnen
  - Länge: 60 m
  - Breite: 9,5 m
  - Antrieb: Dampfmaschine
  - Besatzung: 80 Mann
  - Bewaffnung:
    - 2 Geschütze Kaliber 7,6 cm
    - 10 Maschinengewehre
- Itaipu (Paraguay, Baujahr 1984)
  - Wasserverdrängung: 360 Tonnen
  - Länge: 46 m
  - Breite: 8,5 m
  - Antrieb: Dieselmotor mit 1350 PS
  - Besatzung: 54 Mann
  - Bewaffnung:
    - 2 Mörser Kaliber 8,1 cm
    - 1 Geschütz Kaliber 4 cm
    - 6 Maschinengewehre
- F-45 Mihail Kogălniceanu (Rumänien, Baujahr 1993)
  - Wasserverdrängung: 522 Tonnen
  - Länge: 62,1 m
  - Breite: 9 m
  - Antrieb: 2 Dieselmotoren mit 3800 PS
  - Besatzung: 53 Mann
  - Bewaffnung:
    - Kanonen TR-77-580-Panzerkanone im Kaliber 100 mm – 2
    - Schnellfeuergeschütze 2 × 30 mm – 2
    - MLRS 122 mm – 2
    - Schwere Maschinengewehre 14,5 mm – 2x4
    - Manpads Strela 2M – 2x4